# Prison de Castres
La prison de Castres, dite prison secrète de Castres sous le régime de Vichy, est une ancienne prison française située dans le centre-ville de Castres, dans le Tarn, en région Occitanie. Aujourd'hui reconvertie en centre des loisirs de la ville, elle est attenante au palais de Justice de Castres.

## Historique

### Origine
En 1812, en plein dans les guerres napoléoniennes, de nombreux déserteurs sont recensés dans la Grande Armée. La prison de Castres est donc édifiée cette année, afin d'incarcérer ceux qui sont appréhendés, sur l'emplacement de l'ancien couvent des trinitaires. Auparavant, durant la Révolution, les geôles de la ville se trouvaient dans la maison communale, installée dans le palais épiscopal de Castres pour cette période. 
La prison de Castres présente deux bâtiments, le premier, à l'entrée du site est seulement administratif, alors que le second, organisé sur trois étages est le bâtiment carcéral. Il possède aussi trois cours de promenades, l'ensemble étant ceint d'un haut mur de sept mètres. Lors de l'ouverture, on trouve dans le bâtiment carcéral deux grands dortoirs aux étages, tandis que le rez-de-chaussée comporte l'infirmerie, le réfectoire, une cellule d'isolement, ainsi que plusieurs cellules pour trois détenus. 

### Réfection et abandon
La prison de Castres sert ensuite de prison communale, avant d'être réaménagée en 1927, date à laquelle elle remplace toutes les cellules et dortoirs par des cellules individuelles d'isolement, de seulement 4m2. Elle est finalement désaffectée en 1934,.

### La prison secrète
Durant la Seconde Guerre mondiale, entre 1941 et 1943, le régime de Vichy en fait une prison "secrète" et l'affecte à l'emprisonnement des opposants politiques, tels que les communistes, les résistants ou les républicains espagnols, principalement membres des brigades internationales. La prison dépend alors du camp de Saint-Sulpice, qui y fait transférer ses internés les plus récalcitrants, mais on y trouve aussi de nombreux prisonniers du camp du Vernet. 

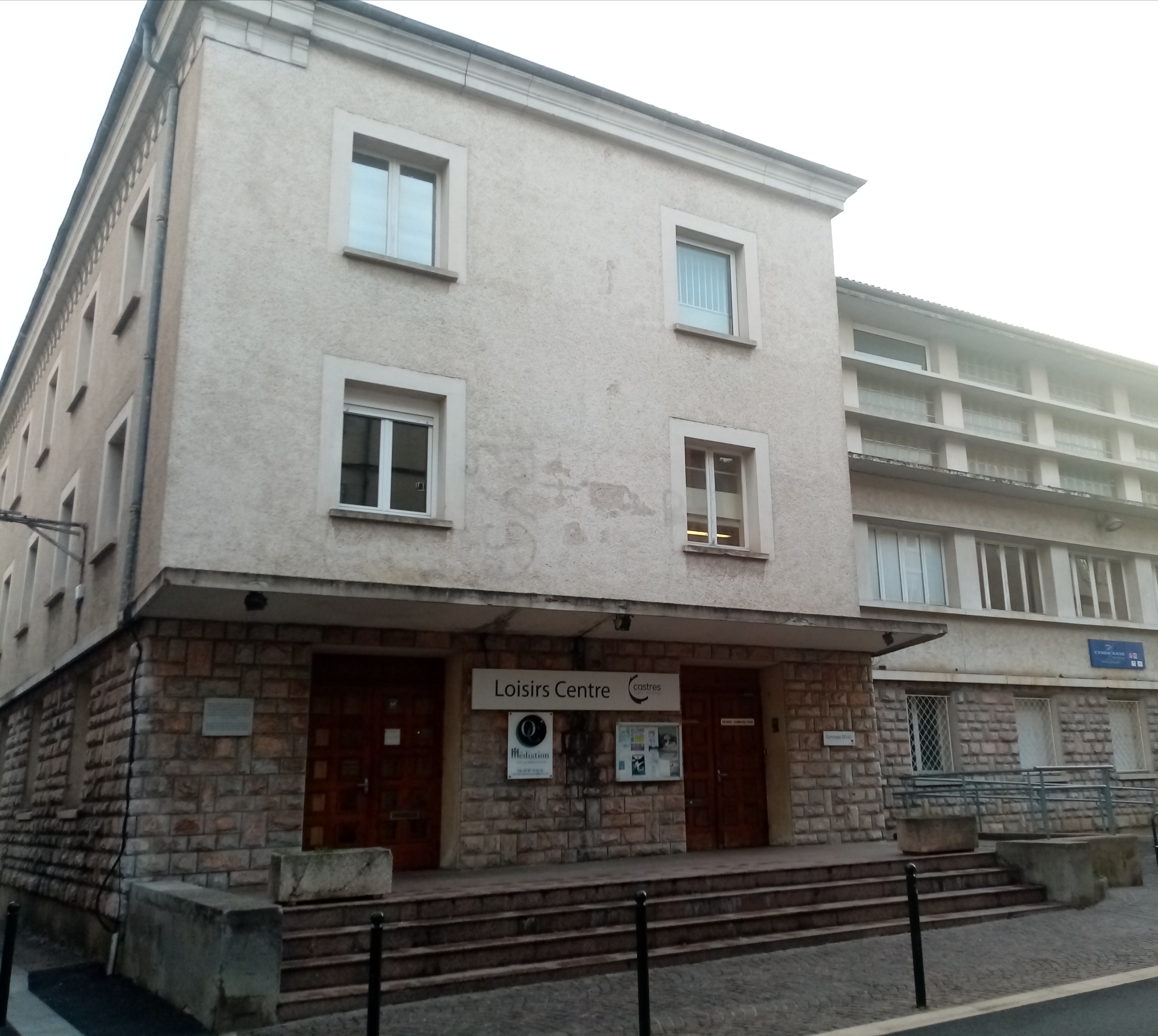
Ancienne prison de Castres entre 1941-1943 où furent enfermés des résistants, opposants allemands et étrangers au régime Nazi.

Le lieu, officiellement inexistant, est nommé "baraque 21", dans les documents officiels. Bon nombre des détenus seront ensuite envoyés vers les camps de concentration. Parmi ceux qui en furent prisonniers, on trouve l'écrivain allemand Rudolf Leonhard, qui décrira les conditions de détention comme telles : « Détenus sans avoir été jugés, nous avions pourtant à subir deux lourdes peines : la faim et le froid. Non seulement la nourriture était infecte, mais en outre le directeur de la prison prospérait à nos dépens de manière éhontée ». Selon Jonny Granzow, dans son livre 16 septembre 1943, l'évasion de la prison de Castres, la ration quotidienne n'est que d'une tranche de pain, et tous sont mis à l'isolement continu et total. 
Face à ces conditions et au destin qui les attendaient, plusieurs évasions sont tentées, dont une collective le 16 (ou 22) septembre 1943, qui par sa réussite permit la fuite de trente-six prisonniers politiques. En effet, grâce à l'intervention d'une habitante de Castres, Mme Desoullier-Podwoletzki, les prisonniers parviennent à communiquer vers l'extérieur, et reçoivent même un plan de la ville. L'ensemble du plan est coordonné par le résistant allemand Werner Schwarze depuis sa résidence à Toulouse, qui parvient aussi à réunir 20 000 francs pour le bon déroulement de l'opération, auprès d'un chef d'entreprise lyonnais, qui sera par ailleurs exécuté ultérieurement par les nazis. Le soir de l'évasion, les prisonniers maitrisent un vigile de nuit, puis sortent par petits groupes, avant de se diriger vers une cordonnerie italienne tenue par un sympathisant nommé Roberto Tossi. Seuls deux de ces évadés, deux officiers des forces françaises libres, seront par la suite arrêtés. Une autre évasion, en solitaire, réussit le 30 juin 1943, menée à bien par le résistant français Gérard Brault. Celle-ci sera organisée par Anne-Marie Bauer, qui convaincra un des gardiens de la prison, Maurice Roschbach, d'aider Brault à sortir, en échange de quoi il rejoindra Londres avec lui.
Grâce au passage de bon nombre des prisonniers de Castres par le camp du Vernet, une communication s'établit entre les deux établissements carcéraux. En mars 1942, Erich Jungmann, tout juste libéré du camp du Vernet et exilé au Mexique, adresse une lettre à Eleanor Roosevelt, première dame des États-Unis, à la fois pour la remercier, mais aussi pour qu'elle intervienne auprès du régime de Vichy, pour faire libérer les députés communiste allemands Franz Dahlem, Siegfried Rädel, Heinrich Rau ainsi que l’écrivain Rudolf Leonhard, tous détenus à Castres. De plus, quelques mois après cette demande, lors d'une conférence de l'International Brigade Association à Londres, une pétition est signée par plus de 300 personnalités, parmi lequel 98 députés et plus de 40 Lords de la chambre. Cette pétition demande la libération de tous les antifascites de Castres, en particulier Franz Dahlem et Luigi Longo, avant leur extradition programmée vers l'Allemagne. Envoyée au Pape Pie XII et à Franklin Roosevelt, ceci se concrétisera par l'ordre transmis au consul des États-Unis à Vichy de partager l'émoi international provoqué par les conditions de détention, ainsi que par l'extradition prochaine des prisonniers.
Néanmoins, cette volonté diplomatique ne mènera à rien, et sous la pression de Berlin, les extraditions commencent en août 1942. Tout d'abord envoyés à Toulouse, puis à Moulins, les détenus sont confiés à la Gestapo, une fois sortis de la zone libre. La plupart des députés communistes allemands sont ainsi transférés en Allemagne, tandis que Luigi Longo est envoyé en Italie. Trois agents britanniques du SOE sont quant à eux transférés camp de Chambaran, en Isère. En tout, on dénombre 198 détenus passés par la prison durant cette sombre période.

### Aujourd'hui
Située à l'angle de la rue Émile Zola et de la rue du Palais, le site de l'ancienne prison a servi de maison des jeunes et de la culture, puis de centre des loisirs de la ville jusqu'à aujourd'hui. Une plaque commémore son rôle de prison politique sous l'Occupation.

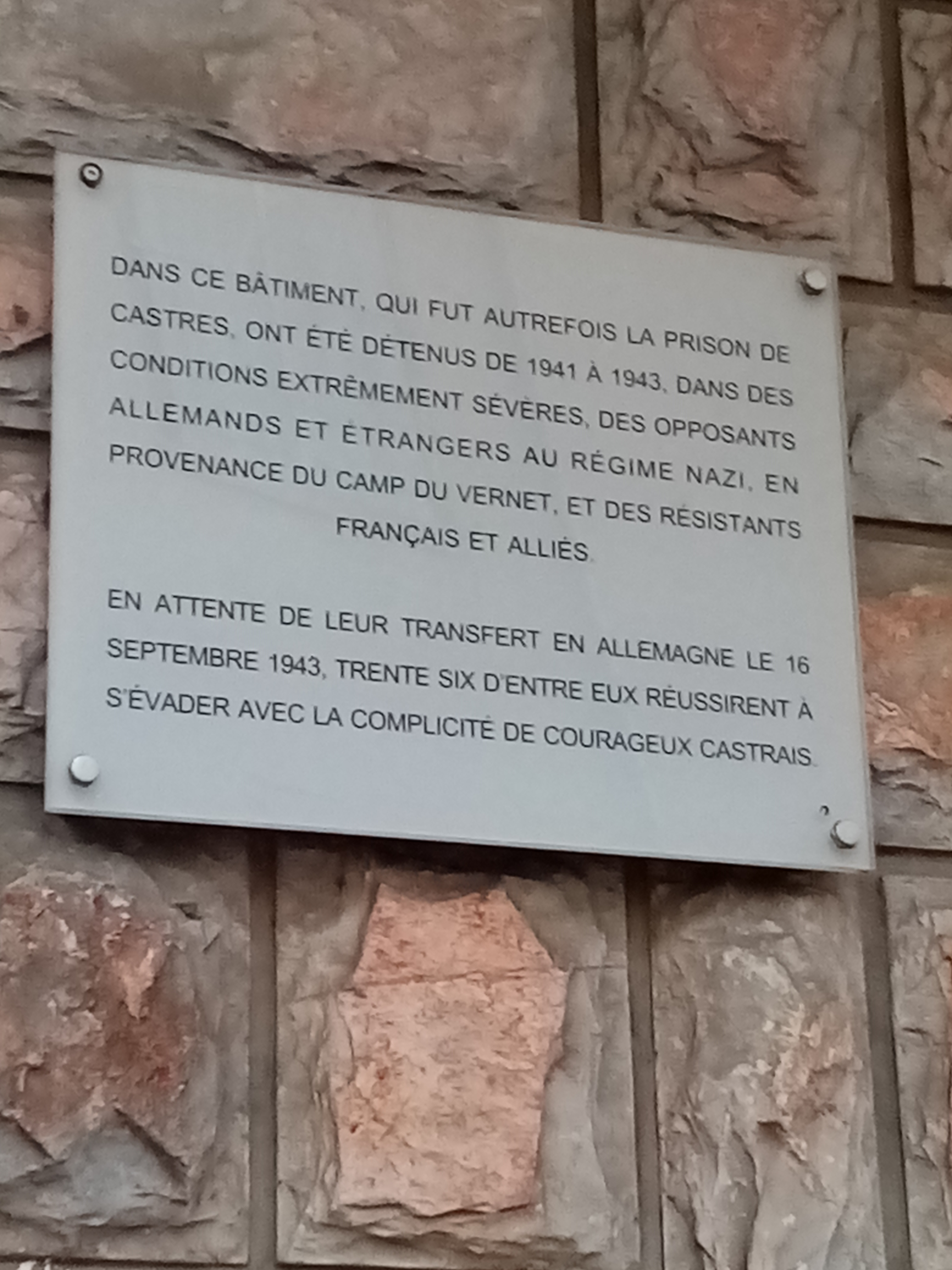
Plaque commémorative de l'ancienne prison de Castres pendant la Seconde Guerre mondiale.

## Prisonniers notables sous le régime de Vichy
- Blanche Charlet, agente britannique du SOE, en 1942 ;
- Denis Rake, agent britannique du SOE, en 1942 ;
- Edward Wilkinson, agent britannique du SOE, en 1942 ;
- Ernst Buschmann, communiste et résistant allemand, le 12 novembre 1942 ;
- Eugenio Reale, communiste italien, en novembre 1942 ;
- Franz Dahlem, résistant allemand, le 18 novembre 1941 ;
- Guido Nonveiller, résistant croate, en mai 1942 ;
- Heinrich Rau, communiste et résistant allemand, le 18 novembre 1941 ;
- Heinz Priess, résistant allemand, le 12 novembre 1942 ;
- Heinz Renner, résistant allemand et futur ministre, le 12 novembre 1942 ;
- Hugo Salzmann, communiste allemand, le 3 octobre 1941 ;
- Jean Wolter, futur ministre luxembourgeois, en janvier 1942 ;
- Ljubo Ilic, résistant et communiste yougoslave, en mai 1942 ;
- Luigi Longo, politicien antifasciste italien, le 18 novembre 1941 ;
- Philipp Auerbach, émigré juif allemand, le 3 octobre 1941 ;
- Richard Heslop, agent britannique du SOE, en 1942 ;
- Richard Kirn, politicien allemand, le 3 octobre 1941 ;
- Rudolf Leonhard, écrivain allemand, le 18 décembre 1941 ;
- Siegfried Rädel, communiste et résistant allemand, le 18 novembre 1941[7].